# Johann Heinrich Sulzer (Politiker)
Johann Heinrich Sulzer (* 5. Mai 1765 in Winterthur; † 25. März 1823 ebenda) war ein Schweizer Buchhändler und Politiker.

## Leben und Werk
Sulzer war der älteste Sohn des Winterthurer Stadtarztes und Entomologen Hans Heinrich Sulzer zum Adler. Seine Vorfahren betrieben im 19. Jahrhundert in Aadorf eine Textilindustrie.
Sulzer absolvierte ab 1781 eine vierjährige Buchhändlerlehre in der «Buchhandlung Gräffer» in Wien. Sein Lehrmeister Rudolf Gräffer war der Onkel von Franz Gräffer. In Wien befreundete er sich mit den Malern Antonio Bencini (1710–1756) und Josef Mathias Grassi und mit dem Komponisten Joseph Sonnleithner. Sulzer hatte auch Kontakte zu Dichtern, Schriftstellern und Grafikern, die sich in Wien aufhielten.
Sein Vater setzte sich 1786 für ihn ein, dass er vom Zürcher Rat eine Bewilligung für eine Buchdruckerei in Winterthur erhielt. Diese wurde ihm jedoch versagt. Stattdessen wurde er Teilhaber der Steiner’schen Verlagsbuchhandlung in Winterthur. Er stand mit Ulrich Hegner, Johann Friedrich Cotta und Johann Caspar Lavater im brieflichen Kontakt.
Sulzer hielt sich 1788 in Lausanne auf und lernte dort Anna Magdalena (1770–1809), geborene Ziegler zum Steinberg, kennen, die er 1790 heiratete. Sie war eine Konzertsängerin und trat im Musikkollegium Winterthur auf. Dieses wurde von Samuel Gottlob Auberlen geleitet. Als Amateur spielte Sulzer im Orchester mit und war von 1809 bis 1819 der Präsident des Musikkollegiums. Carl Maria von Weber trat 1811 dort auf.
Als seine Frau 1809 verstarb, heiratete Sulzer 1811 Susanne Wilhelmine, geborene Sulzer.
Als Politiker war Sulzer Mitglied im Grossen Rat der Stadt Winterthur sowie Ersatzmann am Kantonsgericht. 1802 war er Mitglied der provisorischen Kantonsregierung und von 1803 bis 1832 des Grossen Rates. Von 1803 bis 1814 war er Mitglied des Bezirksgerichts Winterthur und von 1814 bis 1819 des Amtsgerichts Winterthur.
Sulzer war ein Mitglied der Helvetischen Gesellschaft und ab 1785 Freimaurer. Sulzers Tochter Friederike heiratete Jonas Furrer. Sein Cousin war Friedrich von Sulzer-Wart (1806–1857).